# Козельщинські вісті
«Козельщинські ві́сті» — україномовне районне періодичне видання, громадсько-політична газета, що видавалося в смт Козельщина Кременчуцького району Полтавської області з 1930 по 2022 роки.

## Історія
Козельщинська районна газета заснована 2 жовтня 1930 року під назвою «Розгорнутим фронтом». У 1933—1934 році, у редакції на посаді кореспондента розпочинав свою творчу діяльність Олесь Гончар. Газета «Розгорнутим фронтом» припинила своє існування з початком окупації Козельщинського району гітлерівськими військами у 1941 році. Районка відновила випуск першої ж весни після звільнення Козельщинського краю: перший повоєнний номер під назвою «За честь Батьківщини» вийшов 1 травня 1944 року.
Після відновлення Козельщинського району у 1966 році районна газета отримала назву «Радянське село», а з 1997 року — «Козельщинські вісті». Був час, коли вона змінювала формат на А-4, але потім повернулася до звичних для читача газетних шпальт.
Творчий шлях у газеті «Радянське село» розпочинали український письменник Олесь Воля та журналіст Микола Безнос. Також в газеті працював український письменник Олесь Юренко. 
Висвітлювала соціально-культурні, громадсько-політичні, суспільні події району, діяльність місцевих органів влади і політичних партій. Рубрики: «Твої люди, село», «По праці — шана», «Виконавча влада», «Ради і життя», «Радить фахівець», «Консультує юрист», «У правовому полі», «Слідами судової справи», «Знай наших!», «На вістрі проблеми». Тематичні сторінки: «Пам'ять», «Припсельський край», «Дивограй», «Час пік», «Шкільна орбіта», «Сімейний лікар», «Домовичок».
29 листопада 2008 року вийшов 10000-й номер районної газети, а 2 жовтня 2020 року вона відзначила свій 90-літній ювілей.
7 грудня 2018 року редактор газети Надія Литвин підписала дозвіл на розміщення газети «Козельщинські вісті» на Вікісховищі.
На початку широкомасштабного вторгнення Росії в Україну газета півтора місяці не виходила. Відновивши випуск, редакція трималася на голому ентузіазмі — в холодному приміщенні заради економії грошей і електроенергії, із затримками зарплати. Видання існувало виключно на пожертви небайдужих друзів із-за кордону та місцевих підприємців, видавалося накладом 800 примірників. Останній номер газети вийшов друком 9 листопада 2022 року. Основна причина закриття — відсутність фінансування.